# Vitória do Mearim
Vitória do Mearim este un oraș și o municipalitate din statul Maranhão (MA), Brazilia.